# Albert De Clerck
Pour les articles homonymes, voir De Clerck.
Albert Michel Jules François De Clerck, né le 28 septembre 1914 à Aarsele et décédé le 22 décembre 1974 à Courtrai fut un homme politique belge, membre du CVP.
De Clerck fut docteur en droit (Université catholique de Louvain, 1938); avocat (1940-1974); président du NCMV de Courtrai (1946-1958) et vice-président national (1960-1971), puis président (1971-1974).
Il fut élu conseiller communal (1947-1952 ; 1953-1958 ; 1959-1964) et échevin (1948-1950 ; 1959-1961) de Courtrai ; député de l'arrondissement de Courtrai (1946-1958) ; sénateur de l'arrondissement de Courtrai-Ypres (1958-1971) ; ministre des Classes moyennes (gouvernement Lefèvre, 1961-1965), secrétaire d'État de la culture néerlandaise (gouvernement Harmel, 1965-1966).
Il fut actif dans la résistance; capitaine IAD.

## Distinctions
- Chevalier de l'ordre de la Couronne
- Grand officier de l'ordre de Léopold
- Croix de guerre (1940-1945) avec palmes
- Chevalier grand-croix de l'ordre du Lion d'or de la maison de Nassau
- Chevalier grand-croix de l'ordre du Phénix (Grèce)